# Joan Mas i Bauzà
Joan Mas i Bauzà (Deyá, 1928 - Palma de Mallorca, 1992) fue un escritor español.
Licenciado en Derecho, funcionario de la administración pública y ocasional crítico de cine, consagró gran parte de su carrera al teatro como dramaturgo. Fue miembro activo de la Obra Cultural Balear y colaborador en diarios como Cort, Diario de Mallorca y Baleares.

## Obras publicadas o representadas

### Novela
- 1975 Una dona és per a un rei

### Poesía
- 1977 Ara plouen figues

### Teatro
- 1957 Les monges blaves
- 1961 El món per un forat
- 1961 La seu plena d'ous
- 1964 Un senyor damunt d'un ruc
- 1966 Escàndol a Camp de Mar: dos mil porcs
- 1974 Ca nostra
- 1974 Trifulgues de gent casada
- 1978 Sa padrina
- 1981 Molta feina i pocs doblers
- 1981 Tocats del boll
- 1981 L'espectacle
- 1985 Una i oli
- 1986 Pocs i mal avinguts
- 1987 Tot va com una seda
- 1989 Res més per avui

## Premios literarios
- 1961 Premio Born de teatro por Ca-nostra
- 1965 Premio Ciudad de Palma de teatro por Escàndol a Camp de Mar: dos mil porcs
- 1966 Premio Mallorca por Cavallet quan eres jove
- 1971 Premio Born de teatro por El sopar agre
- 1980 Premio Sant Jordi de novela por L'espectacle